# NIGHT ADULTCHILDREN
『NIGHT ADULTCHILDREN』（ナイトアダルトチルドレン）は、たがみよしひさによる日本の漫画作品。『月刊コミックNORA』（学習研究社）にて、1997年8月号から1998年8月号まで連載。全13話（1編の前後編を含む）。単行本は全2巻。

## 概要
1話完結の怪盗もの。喫茶店に集う常連客の面々がそれぞれ個性豊かな職業的犯罪者であり、主人公を中心として泥棒のチームを組むようになるというストーリー。
作者の前作『NERVOUS BREAKDOWN』の姉妹編とも言うべき位置付けになっており、中盤から前作のキャラクターがゲストで登場し、その一部が準レギュラー化しているのが特徴。特に主人公だった安堂一意が風太郎たちの最大の強敵として登場する。なーばす本編が三輪の夢オチという最終回だったことから、その後の彼らを明確に描いた作品。
作者によれば、本作品は「ないちる」と略してほしいとのこと。作者曰く、由里や仁右衛門といった重要人物が初期設定にないなど正に見切り発車で、しかも中盤以降は安堂ら前作の人物が暴れまわる状況だったことから「早く終わって良かった」とのこと。

## あらすじ
長野の田舎に引っ込んでいた田中 風太郎が上京してきたことで物語は始まる。彼は天才的なスリであり、裏稼業ではソレと知られた泥棒。ある事件で相棒の裏切りという痛い目に遭った風太郎はカタギに戻っていたが復活を遂げる。かつて稼業を共にしていた故売屋平井 平吉の許に転がり込んだ風太郎は平井が表向きの稼業としている喫茶店『night』に集まる犯罪者たちを品定めする。体技に秀でた一匹狼の泥棒黒沼、主に美人局のコンビである自称延乗寺 聖華こと丸山 広子と相棒の通称アンデスこと元自衛官の安田 守。そして、下着泥棒にピーピング、そしてハッキングが特技の大学生坂田 和也。彼らはそれぞれお互いの裏の貌を知っていた。なにも知らないのはアルバイトのウェイトレス遠藤 由里だけで彼女は風太郎の生活破綻ぶりを見かねて家事も行う。
風太郎は黒沼にゴケグモ、坂田に坂ちゃんという愛称をつけて、チームでの大仕事を計画し見事に成功させる。『NERVOUS BREAKDOWN』に登場した三輪青午に酷似し、彼の叔父に当たる警視庁捜査三課の石川 仁右衛門警部は風太郎たちを窃盗グループだと睨むが確たる証拠がなく逮捕も出来ない。そうした中、岩切の紹介で天才的な頭脳を持つ名探偵安堂一意が風太郎たちの最大の強敵として登場するのだった。

## 登場人物
田中 風太郎（たなか ふうたろう）
本編の主人公。通称「風（ぷー）」。長髪を後ろで結った髪型が特徴。
専門はスリ。かつては貴金属を狙う泥棒などもしており、現金輸送車襲撃などの荒事を行っていた時期もある。手先が器用なことに加え、頭の回転が速く抜群の行動力を発揮する。曲者揃いのメンバーのなかでリーダー的存在と目される。
一見マルチタレントに見えるが、一般的な生活能力がまるでなく、何も家具の無い部屋で生ゴミとともに寝袋で寝起きするような生活を送る。また贅沢には執着がないようで、大金を手にして他のメンバーがそれぞれ浪費に走った際にも、当人は使わずに貯金をしたと語っている。
出身は東京の本所。元宮大工で板金工を営む祖父の裏稼業が偽造屋であったため、それを嫌った両親に連れられて中学時代に長野県に転居。転校先で金銭に関するトラブルに巻き込まれ、田舎暮らしに辟易して出奔、本所の祖父の家に戻った。器用さを活かして裏稼業の修業をはじめ、その過程で平井と知り合い、彼の店舗兼住居の離れである日本家屋に居候していた。後に泥棒として独立し、知己を得た同業者と組んで貴金属泥棒を行っていたが、ある事件をきっかけにコンビが解消され、一度は足を洗って実家の長野に戻る。
その過去において、限りなく裏切りに近いかたちで失恋および恋人と死別し、その経験が元で女性との交遊関係には一線を引いている。由里に一途な好意を寄せられていたが、最終的にはその思いを受け入れて交際することになった。
黒沼 東吾（くろぬま とうご）
喫茶店「night」の常連客。「ブラックスパイダー」の通り名で知られた存在だが、仲間内では「ゴケグモ」と呼ばれるハメになる（異名とセアカゴケグモを混同させて、風がからかっているうちに定着）。服装は常に黒ずくめで痩身、長い手足が特徴的。愛車はフェラーリ550マラネロ（チームを組んでの初仕事で手に入れた1億円で購入。初登場時はフェアレディZ32のTバールーフだった）。
専門は金庫破り。全身黒装束で壁を登り、窓から侵入するという古典的なスタイルが身上。種目は不明ながら「国体に出た事がある」と称する高い身体能力の持ち主で、1階から予備動作無しで2階の手摺や窓枠に飛び乗るほどの身の軽さを誇る。
ある事件で知り合った高丸美楽に好意を寄せられ、最終話で婚約することになる。
『NERVOUS BREAKDOWN』における「セルロイド殺し」（Report.79）の犯人である作曲家・金村タロは、黒沼の従兄弟にあたるという設定になっている。その経緯から、初対面の段階で安堂（後述）の推理力の高さを既に知っており、彼の関与を警戒していた。
丸山 広子（まるやま ひろこ）
喫茶店「night」の常連客。普段から「延乗寺 聖華（えんじょうじ せいか）」という偽名を使用し、仲間からもその名で呼ばれる。長い髪で派手な外見・服装の若い女性。愛車は白いベンツS600L（チームを組んでの初仕事で手に入れた1億円で購入）。
専門は美人局や結婚サギなど。地元は栃木県の日光。高校時代の交際相手がスートカー化したため、それから逃げるように地元を去る。上京直後にトラブルに見舞われたところを、偶然出会った安田（後述）に助けられ、以来コンビを組んでいる模様。
シリーズ終盤のエピソードでお互いの存在と関係を再認識し、最終話にて安田と同棲を始めたことを仲間に公表する。
安田 守（やすだ まもる）
喫茶店「night」の常連客。通称「アンデス」。スキンヘッドにサングラス、ちょびヒゲの巨漢。徹底して無口だが、その理由は外見に似合わぬボーイソプラノであるため。初対面で声を聞いた広子、後半のエピソードで聞いた風太郎も爆笑していた。
専門は荒事。広子の相棒としてボディガード役を担当。広子によると自転車以外の乗り物は大抵扱えるとのこと（自転車は潰してしまう）。
義務教育終了後、自衛隊に入り3年勤務。上官を殴って懲戒免職になった後、用心棒や傭兵で各地を転々とし、数年前に業界を引退した過去を持つ。朽木（後述）の弁によれば「先に一発で仕留めるか、一目散に逃げるか」といわれるほどの腕を持つ、伝説的な傭兵だったとのこと。
最終話にて広子と同棲することになった。
坂田 和也（さかた かずや）
喫茶店「night」の常連客。通称「坂（さか）ちゃん」。坊ちゃん刈りの肥満体型で、オーバーオールがトレードマーク。一応、大学生の肩書きを持つ。
専門はハッキング。凄腕のハッカーであり、盗みの「仕事」の際は主に後方支援を担当。彼自身は「職業的な泥棒」ではない。
下着フェチであり、趣味は覗き、盗撮など。趣味と実益を兼ねての下着泥棒をライフワークとする。その際には、「仕事」の場合とは異なり、不法侵入などの現場作業も実行している。電子ロックなどのハイテクセキュリティに強い。
由里に好意を抱いているがあまり相手にされていない。そのため由里に好意を寄せられている風太郎の存在を疎ましく思っている。2人が親密になる場面では、なぜかオモチャの光線銃を向けて、抗議の意を表している。
平井 平吉（ひらい へいきち）
喫茶店「night」の店主。通称「マスター」。オールバックに眼鏡と口髭の中年男性。住居兼店舗の2階に住んでいる。
専門は故買屋。常連客の面々が入手した盗品を、闇市場でさばく役割を持っており、顧客からの注文も受けている模様。価値が高く市場でさばきやすい物品については、店内に張り出した美術品展覧会のポスターで、メンバーにそれとなくアピールしている（もっとも別件で忙しくなり、手をつけられないまま放置される案件もしばしばある）。
偽造屋をしていた風の祖父（「本所の爺」などと呼ばれている）と仕事上の付き合いがあり、その縁で駆け出し時代の風太郎を離れに居候させていた。店の地下には盗品を一時保管する倉庫があり、美術品愛好家であるマスターは、しばしばそこでお宝を愛でている。なお、店内と地下倉庫をつなぐドアは、風太郎の祖父の手による組木細工の隠し扉になっており、148もの工程を経て開閉する仕組みになっている（マスターは手順を覚えるのに2カ月もかかり、今でも開閉に30分はかかるとのこと。なお、風太郎は5分で開閉できる）。
由里の父親である遠藤浩一とは小中高をともに過ごした親友。貴金属専門の泥棒と故売屋という関係でその後も親交を持っていたが、16年前の事件で親友と死別した。
遠藤 由里（えんどう ゆり）
喫茶店「night」のウェイトレス。マスターのかつての親友の娘にあたる。居候の風太郎に好意を寄せ、何かと世話を焼く。
両親の離婚により1歳で母と離別、3歳の時に父が何者かに殺害され、親戚に引き取られて育つ。
当初は、マスターをはじめ常連客の正体は知らなかったが、途中からは事情に気付きながらも知らぬ振りを続けていた。風太郎との交際が決まった最終回では店のポスターを貼り換えて仁右衛門を煙に巻くようになる。
高丸 美楽（たかまる みら）
第8話「寂しい踊り子」に登場した殺人事件の関係者。被害者である資産家の娘。小田原在住。偽名を使い144人もの相手と援助交際をしていた。
1億円超の人形像の窃盗、援助交際をネタに2千万円の恐喝、時価2000万円の壷による殴打殺人、狂言の依頼など、複雑に絡み合った事件の中心人物。その一件で渦中にあった黒沼に好意を寄せ、その後もアプローチを続けることにより、婚約するに至る。
石川 仁右衛門（いしかわ にえもん）
警視庁捜査三課の警部補。通称「五右衛門（ごえもん）警部」。
盗犯を担当する部署の刑事であり、マスターをはじめ「night」の常連メンバーをマークしている。彼らの検挙に執念を燃やすも、単細胞であることが災いして常に裏をかかれ、出し抜かれる結果に終わっている。
設定上は『NERVOUS BREAKDOWN』の三輪青午の叔父にあたる人物。
岩切（いわきり）
警視庁捜査一課の課長。
第5話より登場。盗みの仕事に殺人事件が絡むようになってから登場し、そのまま準レギュラー化する。
由里の父親である遠藤浩一が殺された16年前の事件では、新米刑事として初動捜査にあたっていた経緯を持つ（その時点でマスターと事情聴取で対話したことがあるが、後に明かされるまでマスターはその事実を忘れていた）。
もともとは『NERVOUS BREAKDOWN』のサブキャラクター。本作では一課の課長に昇進している。
安堂 一意（あんどう いちい）
第8話より登場。「田沼兵九郎探偵事務所」に所属する私立探偵。岩切に頼まれて、風太郎たちの関わる事件の解明に協力する。
ほんのわずかな情報から真相にたどり着く抜群の知能で、一味と何度となく張り合った。特に、風太郎を知恵比べのライバルとして認識していたが、最終話で自分は殺人事件が向いており、泥棒相手は「畑が違う」と傍観の姿勢を示した。
もともとは『NERVOUS BREAKDOWN』の主役の1人。頭の冴えと虚弱体質は健在の様子。なお、もう1人の主役であるはずの三輪青午は、叔父である仁右衛門警部の人物評をフキダシ外で語っただけのモブ扱いだった（同作品のメインキャラである稲葉美矢も同様にモブ扱いで登場。ともに第9話に登場している）。
安堂 京子（あんどう きょうこ）
第11話より登場。「田沼兵九郎探偵事務所」に所属する私立探偵。安堂一意の妻で、旧姓は田沼（事務所の創設者である田沼兵九郎の娘）。
ハッキングを含めたネットワークの扱いに長け、事務所にて情報収集を担当。同じくハッカーである坂田としのぎを削った。
第12話「強盗殺人容疑逃走者約2名（後編）」では、安田の経歴を調べるために京子が連絡を取った相手として『フェダーイン:戦士』の主人公・朽木三郎がゲスト出演している（朽木は『NERVOUS BREAKDOWN』で既にクロスオーバー的に登場しており、「田沼兵九郎探偵事務所」の面々とは知己の間柄である）。

## 書籍情報
- たがみよしひさ 『NIGHT ADULTCHILDREN』 学習研究社 ＜ノーラコミックス＞ 全2巻
  1. 1998年3月6日初版発行 ISBN 978-4-05-601836-3
  2. 1998年9月6日初版発行 ISBN 978-4-05-601959-9